# Bencomia
Bencomia es un género de plantas perteneciente a la familia de las rosáceas.

## Descripción
Son plantas raras  nativas de las islas Canarias, que crecen como arbustos leñosos con hojas, siempre verdes y centrales, con flores pequeñas seguidas de frutos globulares. Alcanzan un tamaño de 1 a 4 metros.

## Especies
Bencomia spp.
- Bencomia brachystachya
- Bencomia caudata
- Bencomia exstipulata
- Bencomia sphaerocarpa – solo crece en El Hierro

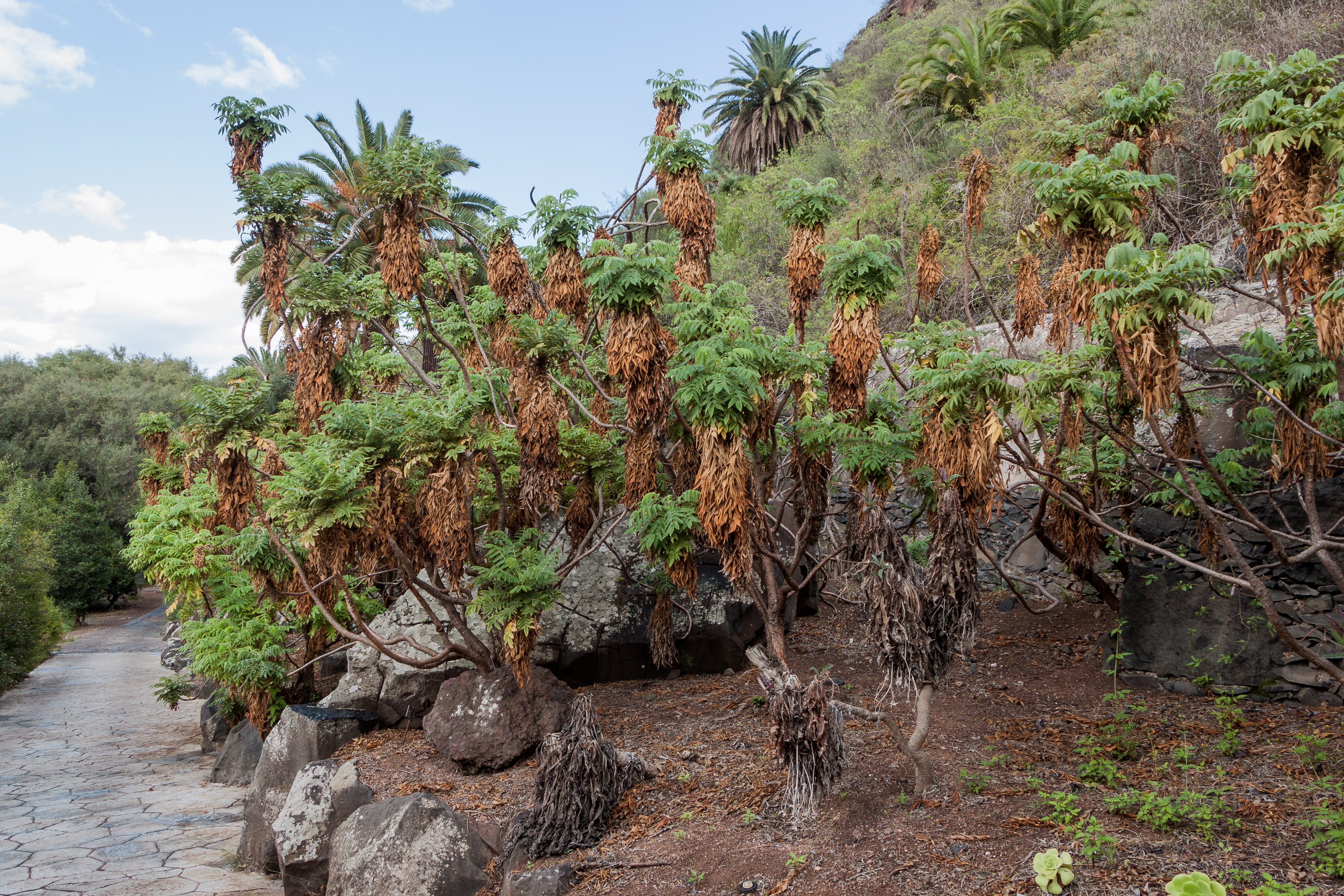
Bencomia sphaerocarpa